# Gouvernement de Tauride
Pour les articles homonymes, voir Tauride (homonymie).
(1783) 1802 – 1921
Entités précédentes :
- Khanat de Crimée

Entités suivantes :
- République populaire ukrainienne
- République populaire de Crimée
- Conseil des commissaires du peuple, etc.

Le gouvernement de Tauride (en russe : Таврическая губерния ; en ukrainien : Таврійська губернія ; en tatar de Crimée : Tavrida guberniyası) est une subdivision administrative de l'Empire russe, formée en 1802 et supprimée en 1921. C’était le gouvernement le plus méridional de la Russie européenne, s’étendant sur la steppe de Nouvelle Russie, au nord de la mer Noire, et comprenant la péninsule de Crimée (appelée « Chersonèse Taurique » par les Grecs antiques, d'où le nom de Tauride). La capitale en était Simferopol. Le territoire du gouvernement de Tauride est aujourd'hui réparti entre les oblasts ukrainiens de Kherson et de Zaporijia, ainsi que la république autonome de Crimée et la république de Crimée.

## Géographie
Au début du XXe siècle, le gouvernement de Tauride est divisé en huit ouïezds, dont trois (Berdiansk, Melitopol et Dnieprovsk) sont situés sur le continent, et les cinq autres (Perekop, Eupatoria, Simferopol, Feodossia et Yalta) dans la péninsule de Crimée. Les villes de Kertch et Sébastopol ont chacune un statut de ville indépendante.
Au nord, le gouvernement est limitrophe des gouvernements de Kherson et de Iekaterinoslav.

## Histoire

### Avant la période russe
Dans l'Antiquité, la Tauride a été le territoire des Scythes, mais dès 600 av. J.-C., les Grecs en ont colonisé les rivages, fondant les colonies d'Eupatorie, Héraclée, Théodosie et Panticapée. L'hellénisation des Scythes donne naissance au royaume du Bosphore (autour du Bosphore cimmérien, l'actuel détroit de Kertch).
Après les Scythes et les Grecs, de nombreux peuples migrateurs s'établissent de manière éphémère dans la région : Ostrogoths, Huns, Sarmates, Bulgares, Khazars, Magyars, Russiens, Petchénègues, Polovtses, Tatars, etc., tandis que des Grecs byzantins et des Italiens génois animent des comptoirs commerciaux sur la côte méridionale de la Crimée (par exemple Caffa). Au XVIe siècle, les Tatars du khanat de Crimée passent sous la suzeraineté de l'Empire ottoman.

### Période russe
En 1783, l'Empire ottoman cède la région à l'Empire russe. L'administration de la Tauride est alors confiée à des gouverneurs nommés au début par Catherine II (1764-1775) et par l'empereur Paul Ier (1796-1801) ; une colonisation du territoire est alors organisée par le prince Grigori Potemkine : aux tribus nomades de Tatars Nogaï viennent s'ajouter des Russes et des Ukrainiens en nombre, mais aussi des Grecs de la mer Noire, des Bulgares (surtout autour de Melitopol), des Allemands venus de diverses régions allemandes et des Allemands de la mer Noire, des Moldaves, des Arméniens et des Juifs venus de Pologne et d'Allemagne (qui forment des shtetls, colonies agricoles décrites dans la fiction Un violon sur le toit).
La Tauride prospère jusqu'en 1914, puis est ravagée par la Première Guerre mondiale et la guerre civile russe.

## Recensement de 1862
| Gouvernement | Population | Russes | Ukrainiens | Juifs  | Allemands | Grecs pontiques | Tatars | Moldaves | Bulgares |
| ------------ | ---------- | ------ | ---------- | ------ | --------- | --------------- | ------ | -------- | -------- |
| Tauride      | 1 400 000  | 27,2 % | 39,7 %     | 10,9 % | 3,3 %     | 1,3 %           | 10,6 % | 3,2 %    | 3,8 %    |